# Juelsminde kommun
Juelsminde kommun var en kommun i Vejle amt i Danmark. Sedan 2007 ingår den i Hedensteds kommun.